# Kleinbahn Lohne–Dinklage
| Ehemalige Unterführung der Kleinbahn unter der Autobahn 1 in Brockdorf-Nord |                      |                                |                                |
| Streckennummer: | 1564                 |                                |                                |
| Kursbuchstrecke (DB): | 220c (1950)          |                                |                                |
| Kursbuchstrecke: | 220e (1946)          |                                |                                |
| Streckenlänge: | 7,93 km              |                                |                                |
| Spurweite: | 1435 mm (Normalspur) |                                |                                |
| |                      |                                |                                |
| \| \| \| Bahnstrecke Delmenhorst–Hesepe \| \| \| \| 0,0 \| Lohne (Oldenburg) \| Lohne (Oldenburg) \| \| \| \| nach Osnabrück \| \| \| \| 1,19 \| Fa. Brand \| Fa. Brand \| \| \| 2,5 \| Fa. Siekmann \| Fa. Siekmann \| \| \| 7,9 \| Dinklage \| Dinklage \| |                      |                                |                                |
| Strecke |                      | Bahnstrecke Delmenhorst–Hesepe | Bahnstrecke Delmenhorst–Hesepe |
| Bahnhof | 0,0                  | Lohne (Oldenburg)              | Lohne (Oldenburg)              |
| Abzweig ehemals geradeaus und nach links |                      | nach Osnabrück                 | nach Osnabrück                 |
| Abzweig geradeaus und nach links (Strecke außer Betrieb) | 1,19                 | Fa. Brand                      | Fa. Brand                      |
| Abzweig geradeaus und von links (Strecke außer Betrieb) | 2,5                  | Fa. Siekmann                   | Fa. Siekmann                   |
| Kopfbahnhof Streckenende (Strecke außer Betrieb) | 7,9                  | Dinklage                       | Dinklage                       |

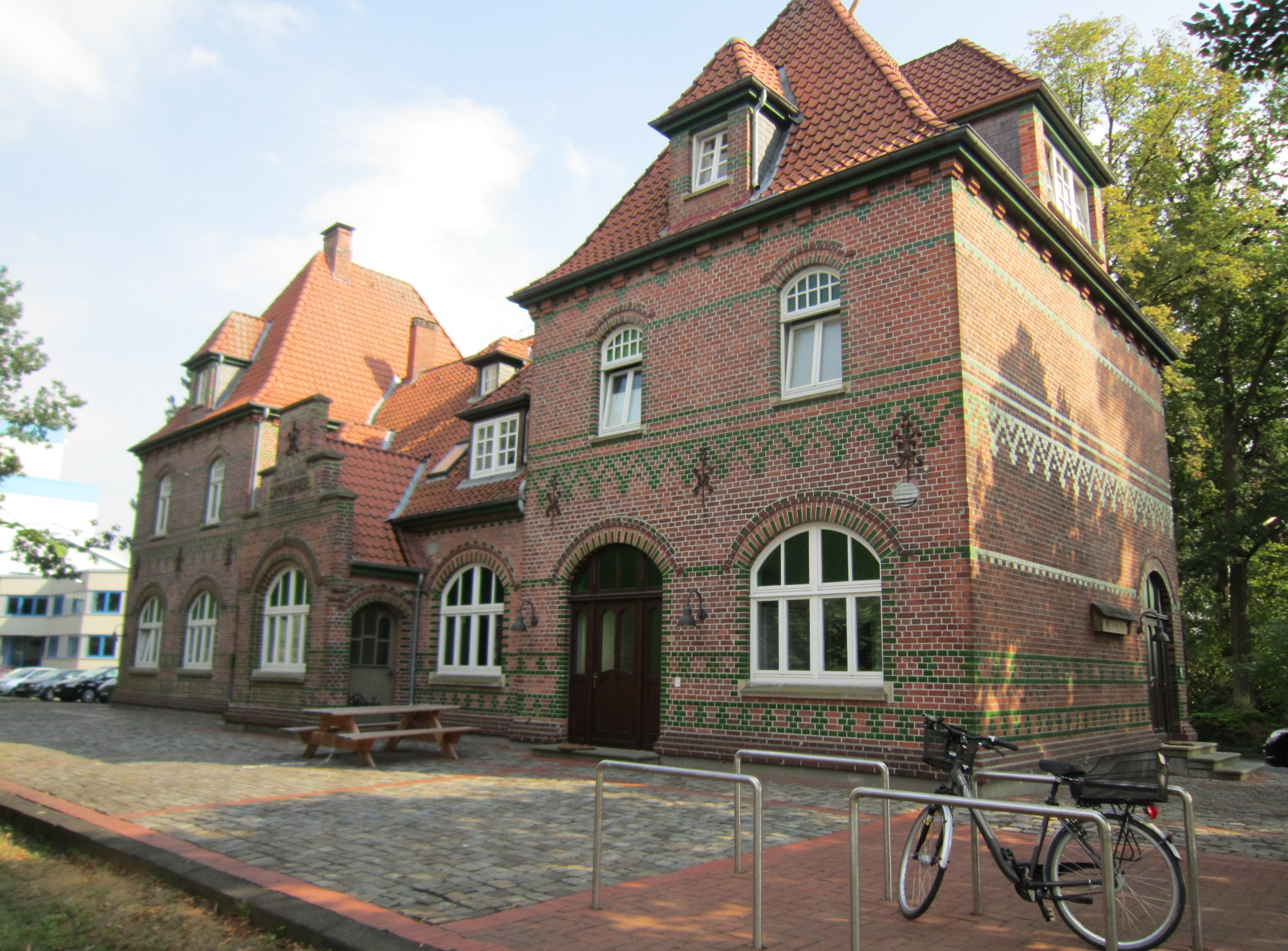
Dinklage: Ehemaliges Bahnhofsgebäude

Die Kleinbahn Lohne-Dinklage verband die Gemeinde Dinklage im niedersächsischen Landkreis Vechta mit dem Bahnhof Lohne der Bahnlinie Delmenhorst–Osnabrück. Die acht Kilometer lange Strecke ist inzwischen abgebaut und über weite Teile in einen Radweg umgewandelt worden.

## Geschichte
Schon im Jahr 1885 bildete sich in Dinklage ein Eisenbahncomité. Nachdem die Bahnstrecke Delmenhorst–Osnabrück 1885 Lohne erreicht hatte, vermaß die Großherzoglich Oldenburgischen Staatseisenbahnen (GOE) die Strecke von Lohne nach Dinklage, die daraus erstellte Rentabilitätsrechnung war aber nicht ermutigend.
1901 wurde eine Denkschrift an die Staatsregierung gerichtet, die daraufhin Übernahme von 40 % der Baukosten zusagte.
So wurde die Strecke im Auftrag der Gemeinde von der GOE gebaut und am 15. November 1904 eröffnet. Den Betrieb führte die jeweilige Staatsbahn, anfangs die GOE, zuletzt die Deutsche Bahn. Bei der Betriebseröffnung standen zwei Dampflokomotiven, zwei vierachsige Personenwagen, ein Post/Gepäckwagen und zwei gedeckte Güterwagen zur Verfügung. Der Bau kostete 446.922,89 Mark. Anfangs fuhren sechs Zugpaare täglich, die Fahrzeit betrug zwanzig Minuten. Teilweise verkehrten die Züge später über Lohne hinaus nach Vechta, wo Anschluss nach Ahlhorn (–Oldenburg) bestand.
1886 und 1906 hatten sich schon Interessenten zusammengeschlossen, um den Ausbau der Bahnstrecke von Celle über Schwarmstedt-Nienburg-Sulingen-Diepholz-Lohne-Dinklage nach Quakenbrück zu fördern. In einer Resolution wurde einstimmig beschlossen, dass zunächst nur die Strecke Diepholz-Lohne-Dinklage-Quakenbrück in Frage kommen könne.
1907 wurde das stattliche Empfangsgebäude in Dinklage fertiggestellt. Zum Osten hin war ein Güterschuppen angebaut. Der Bahnhof Dinklage verfügte über ein Bahnsteiggleis, ein Umfahrgleis und ein Ladegleis mit Kopframpe am Güterschuppen, auch ein Lokschuppen war vorhanden. Es gab einen Gleisanschluss der Fa. Bernard Holthaus mit eigener Werkslok.
Durch Krieg und wirtschaftliche Lage wurde der Zugverkehr reduziert, meist waren es nur noch drei Zugpaare täglich.
Nach knapp fünfzig Jahren wurde der Personenverkehr am 22. Mai 1954 eingestellt. Die Dampfloks wurden 1955 abgestellt, die Bedienung erfolgte nun durch die Kleinlok des Bahnhofes Lohne. Beim Bau der Bundesautobahn 1 in den 1960er Jahren (Verkehrsfreigabe 1967) wurde auf die noch bestehende Kleinbahnstrecke durch den Bau einer Unterführung für sie Rücksicht genommen. Nach Abzug der Lohner Bahnhofslok 1990 verkehrte die Streckenlok der Strecke Hesepe-Delmenhorst zwischen Lohne und Dinklage.
Zum 31. Juli 1977 wurde die Strecke in ein Bahnhofsgleis des Bahnhofes Lohne umgewandelt. Der öffentliche Güterverkehr hielt sich noch bis zum 1. Juni 1999, danach stellte DB Cargo trotz bestehender Verträge den Güterverkehr auf der Strecke Vechta–Hesepe und damit auch nach Dinklage ein. Die Stadt Dinklage suchte daraufhin nach einem neuen Betreiber und stellte Mittel für die Sanierung der Bahnstrecke bereit. Güterkunden in Dinklage waren die Maschinenfabrik sowie ein Landhandel und Futtermittelwerk, das Anfang der 1960er Jahre ein eigenes Ladegleis erhielt und bis zuletzt mit jährlich ca. 50.000 t auf der Schiene beliefert wurde. Bis 1985 wurde bei der Kleinbahn noch ein Betriebsüberschuss erzielt.
1998 gab es einen Einsatz der Museumseisenbahn Jan Harpstedt auf der Strecke zwischen Lohne und Dinklage. Im August 2002 baute die DB die Anschlussweiche in Lohne aus. Am 15. Dezember 2003 beschloss der Rat der Stadt Dinklage, den Kleinbahnbetrieb einzustellen.

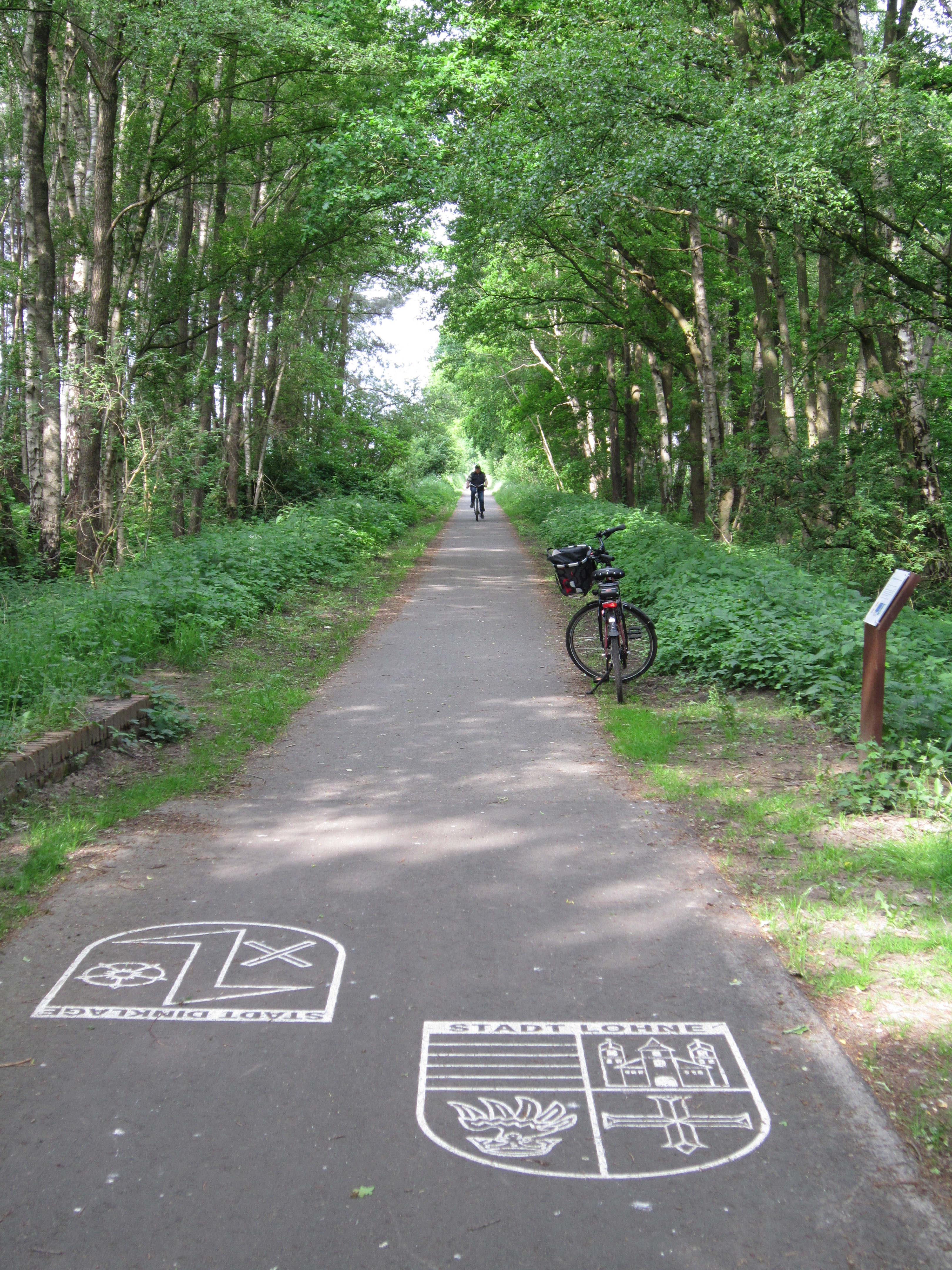
Stadtgrenze Lohne / Dinklage, Blickrichtung Westen

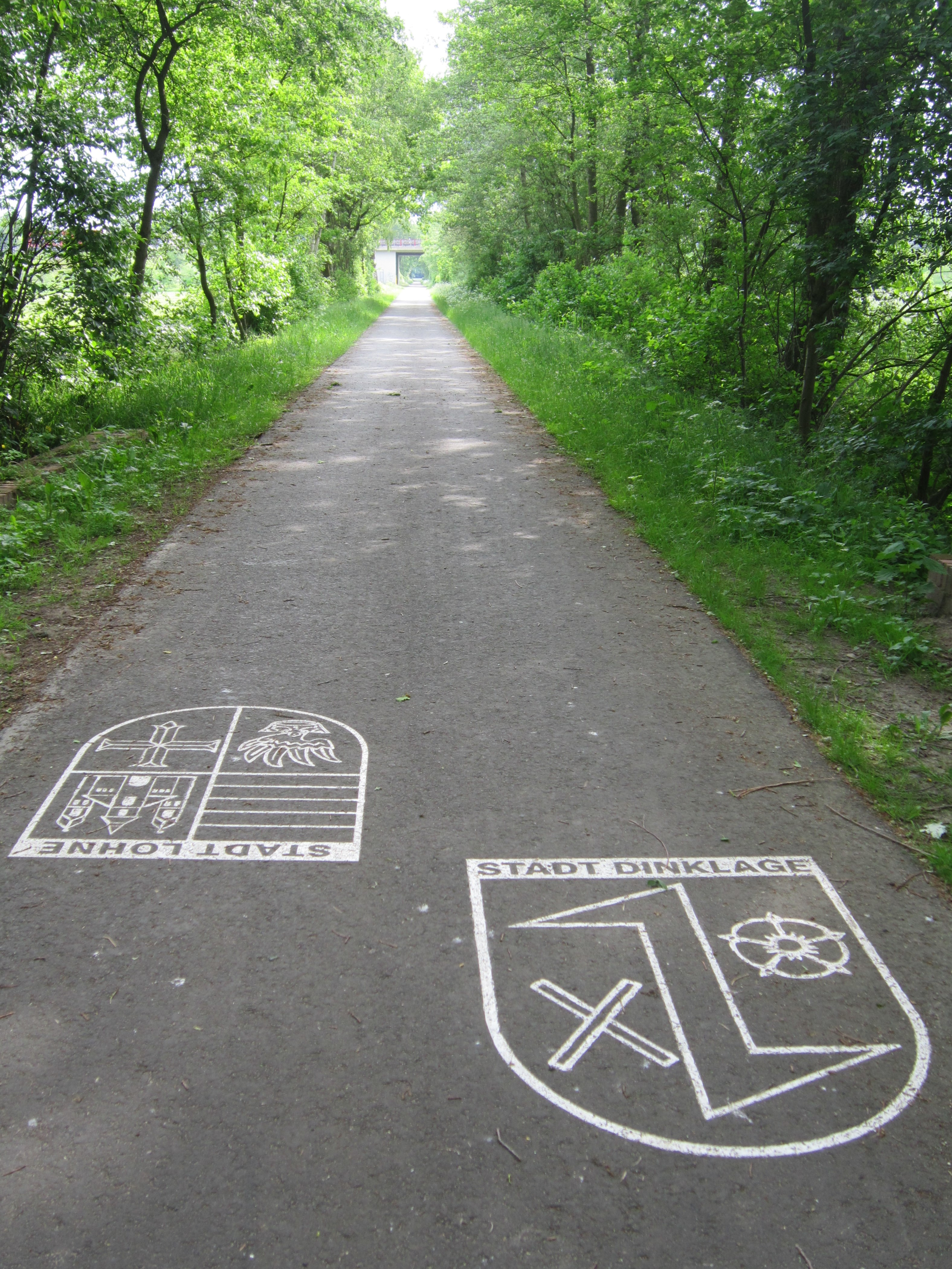
Stadtgrenze Dinklage / Lohne, Blickrichtung Osten

Inzwischen sind die Gleisanlagen abgebaut worden. Die Trasse, welche bis auf wenige hundert Meter als Radweg hergerichtet wurde, führt direkt von Lohne nach Dinklage. Der Bahnhof Dinklage ist renoviert, seine Räume werden vom Mischfutterwerk Bröring als Labor genutzt.
Im Oktober 2020 erhielt die ehemalige Kleinbahnstrecke eine Asphaltdecke, durch die das Regenwasser besser abfließen kann und die den Fahrkomfort für Radfahrer erhöht. Die zum Radschnellweg gewandelte Strecke ist jetzt barrierefrei
Am Ende des Radweges in Dinklage soll ein Gedenkplatz an die Kleinbahn mit einer alten Rangierlok und einem Güterwaggon errichtet werden, die Kosten sollen über das LEADER-Programm getragen werden.